# Nederlands curlingteam (vrouwen)
Het Nederlandse curlingteam vertegenwoordigt Nederland in internationale curlingwedstrijden.

## Geschiedenis
Nederland nam voor het eerst deel aan een internationaal toernooi tijdens het Europees kampioenschap van 1980, in de Deense hoofdstad Kopenhagen. Het Nederlandse team kon vier van z'n tien wedstrijden winnen, en beëindigde het toernooi op de achtste plaats. Het was de start van een reeks wisselvallige prestaties. In 1983 eindigde Nederland op de vijfde plaats op het EK, de beste Nederlandse prestatie tot op heden. De volgende jaren was Nederland echter steeds vaker in de onderste regionen van het klassement te bespeuren. De jaren negentig vormden een donkere periode voor het Nederlandse curlingteam. Verscheidene jaren eindigde Nederland op de laatste plaats. Met de komst van skip Shari Leibbrandt-Demmon in 2004 kwam hier verandering in. Nederland kon promotie naar de A-divisie afdwingen. Een jaar later eindigde Nederland zelfs op de zevende plaats. In 2006 degradeerde Nederland opnieuw uit de A-divisie, om een jaar later wederom te promoveren. Deze trend zette zich ook de komende jaren voort. In 2010 eindigde Nederland wederom laatste in de A-divisie, waarna het land een jaar niet deelnam aan het EK. In 2012 keerde het Nederlandse team terug, maar door het jaartje afwezigheid was Nederland wel gedegradeerd naar de C-divisie. Na een jarenlange afwezigheid keerde Nederland in 2023 terug op het EK. Momenteel vertoeft het land in de B-divisie.
Nederland heeft tot op heden drie keer deelgenomen aan het wereldkampioenschap. Succesvol waren deze deelnames echter allerminst. Zowel in 1981, 1986 als in 2006 eindigde Nederland op de laatste plaats. In totaal speelde Nederland in deze jaren 29 wedstrijden op het wereldkampioenschap, die het allemaal verloor. Voor de Olympische Winterspelen wist Nederland zich nog nooit te kwalificeren.

## Nederland op het wereldkampioenschap
| Jaar | Plaats        | Skip             | WG            | W             | V             | PV            | PT            |
| ---- | ------------- | ---------------- | ------------- | ------------- | ------------- | ------------- | ------------- |
| 1979 | Geen deelname | Geen deelname    | Geen deelname | Geen deelname | Geen deelname | Geen deelname | Geen deelname |
| 1980 | Geen deelname | Geen deelname    | Geen deelname | Geen deelname | Geen deelname | Geen deelname | Geen deelname |
| 1981 | 10            | Laura Van Imhoff | 9             | 0             | 9             | 28            | 92            |
| 1982 | Geen deelname | Geen deelname    | Geen deelname | Geen deelname | Geen deelname | Geen deelname | Geen deelname |
| 1983 | Geen deelname | Geen deelname    | Geen deelname | Geen deelname | Geen deelname | Geen deelname | Geen deelname |
| 1984 | Geen deelname | Geen deelname    | Geen deelname | Geen deelname | Geen deelname | Geen deelname | Geen deelname |
| 1985 | Geen deelname | Geen deelname    | Geen deelname | Geen deelname | Geen deelname | Geen deelname | Geen deelname |
| 1986 | 10            | Laura Van Imhoff | 9             | 0             | 9             | 38            | 95            |
| 1987 | Geen deelname | Geen deelname    | Geen deelname | Geen deelname | Geen deelname | Geen deelname | Geen deelname |
| 1988 | Geen deelname | Geen deelname    | Geen deelname | Geen deelname | Geen deelname | Geen deelname | Geen deelname |
| 1989 | Geen deelname | Geen deelname    | Geen deelname | Geen deelname | Geen deelname | Geen deelname | Geen deelname |
| 1990 | Geen deelname | Geen deelname    | Geen deelname | Geen deelname | Geen deelname | Geen deelname | Geen deelname |
| 1991 | Geen deelname | Geen deelname    | Geen deelname | Geen deelname | Geen deelname | Geen deelname | Geen deelname |
| 1992 | Geen deelname | Geen deelname    | Geen deelname | Geen deelname | Geen deelname | Geen deelname | Geen deelname |
| 1993 | Geen deelname | Geen deelname    | Geen deelname | Geen deelname | Geen deelname | Geen deelname | Geen deelname |
| 1994 | Geen deelname | Geen deelname    | Geen deelname | Geen deelname | Geen deelname | Geen deelname | Geen deelname |
| 1995 | Geen deelname | Geen deelname    | Geen deelname | Geen deelname | Geen deelname | Geen deelname | Geen deelname |
| 1996 | Geen deelname | Geen deelname    | Geen deelname | Geen deelname | Geen deelname | Geen deelname | Geen deelname |
| 1997 | Geen deelname | Geen deelname    | Geen deelname | Geen deelname | Geen deelname | Geen deelname | Geen deelname |
| 1998 | Geen deelname | Geen deelname    | Geen deelname | Geen deelname | Geen deelname | Geen deelname | Geen deelname |
| 1999 | Geen deelname | Geen deelname    | Geen deelname | Geen deelname | Geen deelname | Geen deelname | Geen deelname |
| 2000 | Geen deelname | Geen deelname    | Geen deelname | Geen deelname | Geen deelname | Geen deelname | Geen deelname |
| 2001 | Geen deelname | Geen deelname    | Geen deelname | Geen deelname | Geen deelname | Geen deelname | Geen deelname |

| Jaar | Plaats        | Skip                    | WG            | W             | V             | PV            | PT            |
| ---- | ------------- | ----------------------- | ------------- | ------------- | ------------- | ------------- | ------------- |
| 2002 | Geen deelname | Geen deelname           | Geen deelname | Geen deelname | Geen deelname | Geen deelname | Geen deelname |
| 2003 | Geen deelname | Geen deelname           | Geen deelname | Geen deelname | Geen deelname | Geen deelname | Geen deelname |
| 2004 | Geen deelname | Geen deelname           | Geen deelname | Geen deelname | Geen deelname | Geen deelname | Geen deelname |
| 2005 | Geen deelname | Geen deelname           | Geen deelname | Geen deelname | Geen deelname | Geen deelname | Geen deelname |
| 2006 | 12            | Shari Leibbrandt-Demmon | 11            | 0             | 11            | 37            | 103           |
| 2007 | Geen deelname | Geen deelname           | Geen deelname | Geen deelname | Geen deelname | Geen deelname | Geen deelname |
| 2008 | Geen deelname | Geen deelname           | Geen deelname | Geen deelname | Geen deelname | Geen deelname | Geen deelname |
| 2009 | Geen deelname | Geen deelname           | Geen deelname | Geen deelname | Geen deelname | Geen deelname | Geen deelname |
| 2010 | Geen deelname | Geen deelname           | Geen deelname | Geen deelname | Geen deelname | Geen deelname | Geen deelname |
| 2011 | Geen deelname | Geen deelname           | Geen deelname | Geen deelname | Geen deelname | Geen deelname | Geen deelname |
| 2012 | Geen deelname | Geen deelname           | Geen deelname | Geen deelname | Geen deelname | Geen deelname | Geen deelname |
| 2013 | Geen deelname | Geen deelname           | Geen deelname | Geen deelname | Geen deelname | Geen deelname | Geen deelname |
| 2014 | Geen deelname | Geen deelname           | Geen deelname | Geen deelname | Geen deelname | Geen deelname | Geen deelname |
| 2015 | Geen deelname | Geen deelname           | Geen deelname | Geen deelname | Geen deelname | Geen deelname | Geen deelname |
| 2016 | Geen deelname | Geen deelname           | Geen deelname | Geen deelname | Geen deelname | Geen deelname | Geen deelname |
| 2017 | Geen deelname | Geen deelname           | Geen deelname | Geen deelname | Geen deelname | Geen deelname | Geen deelname |
| 2018 | Geen deelname | Geen deelname           | Geen deelname | Geen deelname | Geen deelname | Geen deelname | Geen deelname |
| 2019 | Geen deelname | Geen deelname           | Geen deelname | Geen deelname | Geen deelname | Geen deelname | Geen deelname |
| 2021 | Geen deelname | Geen deelname           | Geen deelname | Geen deelname | Geen deelname | Geen deelname | Geen deelname |
| 2022 | Geen deelname | Geen deelname           | Geen deelname | Geen deelname | Geen deelname | Geen deelname | Geen deelname |
| 2023 | Geen deelname | Geen deelname           | Geen deelname | Geen deelname | Geen deelname | Geen deelname | Geen deelname |
| 2024 | Geen deelname | Geen deelname           | Geen deelname | Geen deelname | Geen deelname | Geen deelname | Geen deelname |
| 2025 | Geen deelname | Geen deelname           | Geen deelname | Geen deelname | Geen deelname | Geen deelname | Geen deelname |

## Nederland op het Europees kampioenschap
| Jaar | Plaats        | Skip                       | WG            | W             | V             | PV            | PT            |
| ---- | ------------- | -------------------------- | ------------- | ------------- | ------------- | ------------- | ------------- |
| 1975 | Geen deelname | Geen deelname              | Geen deelname | Geen deelname | Geen deelname | Geen deelname | Geen deelname |
| 1976 | Geen deelname | Geen deelname              | Geen deelname | Geen deelname | Geen deelname | Geen deelname | Geen deelname |
| 1977 | Geen deelname | Geen deelname              | Geen deelname | Geen deelname | Geen deelname | Geen deelname | Geen deelname |
| 1978 | Geen deelname | Geen deelname              | Geen deelname | Geen deelname | Geen deelname | Geen deelname | Geen deelname |
| 1979 | Geen deelname | Geen deelname              | Geen deelname | Geen deelname | Geen deelname | Geen deelname | Geen deelname |
| 1980 | 8             | Laura Van Imhoff           | 10            | 4             | 6             | 66            | 82            |
| 1981 | 11            | Margreet Poost             | 7             | 2             | 5             | 49            | 76            |
| 1982 | 11            | Els Neeleman               | 6             | 1             | 5             | 32            | 69            |
| 1983 | 5             | Laura Van Imhoff           | 7             | 5             | 2             | 58            | 53            |
| 1984 | 12            | Laura Van Imhoff           | 7             | 2             | 5             | 40            | 66            |
| 1985 | 11            | Laura Van Imhoff           | 7             | 2             | 5             | 54            | 51            |
| 1986 | 8             | Laura Van Imhoff           | 7             | 2             | 5             | 44            | 51            |
| 1987 | 11            | Laura Van Imhoff           | 6             | 2             | 4             | 32            | 42            |
| 1988 | 7             | Laura Van Imhoff           | 7             | 3             | 4             | 45            | 66            |
| 1989 | 11            | Jenny Bovenschen           | 6             | 2             | 4             | 42            | 45            |
| 1990 | 12            | Jenny Bovenschen           | 7             | 2             | 5             | 38            | 61            |
| 1991 | Geen deelname | Geen deelname              | Geen deelname | Geen deelname | Geen deelname | Geen deelname | Geen deelname |
| 1992 | 12            | Laura Van Imhoff           | 6             | 2             | 4             | 46            | 43            |
| 1993 | 12            | Laura Van Imhoff           | 4             | 2             | 2             | 27            | 30            |
| 1994 | 13            | Mirjam Boymans-Gast        | 5             | 0             | 5             | 26            | 55            |
| 1995 | 16            | Mirjam Boymans-Gast        | 6             | 1             | 5             | 32            | 60            |
| 1996 | 16            | Beatrice Miltenburg        | 6             | 0             | 6             | 29            | 71            |
| 1997 | 12            | Beatrice Miltenburg        | 6             | 2             | 4             | 32            | 56            |
| 1998 | 12            | Beatrice Miltenburg-Wallis | 7             | 1             | 6             | 27            | 74            |
| 1999 | 13            | Marie-José Tiemstra        | 7             | 1             | 6             | 23            | 75            |

| Jaar | Plaats        | Skip                       | WG            | W             | V             | PV            | PT            |
| ---- | ------------- | -------------------------- | ------------- | ------------- | ------------- | ------------- | ------------- |
| 2000 | 13            | Beatrice Miltenburg-Wallis | 5             | 1             | 4             | 43            | 50            |
| 2001 | 13            | Margrietha Voskuilen       | 5             | 1             | 4             | 34            | 39            |
| 2002 | 16            | Margrietha Voskuilen       | 7             | 2             | 5             | 51            | 67            |
| 2003 | 14            | Beatrice Miltenburg        | 10            | 6             | 4             | 87            | 62            |
| 2004 | 12            | Shari Leibbrandt-Demmon    | 7             | 6             | 1             | 81            | 37            |
| 2005 | 7             | Shari Leibbrandt-Demmon    | 9             | 3             | 6             | 55            | 69            |
| 2006 | 10            | Shari Leibbrandt-Demmon    | 9             | 0             | 9             | 35            | 80            |
| 2007 | 12            | Shari Leibbrandt-Demmon    | 7             | 5             | 2             | 52            | 37            |
| 2008 | 9             | Shari Leibbrandt-Demmon    | 10            | 2             | 8             | 45            | 78            |
| 2009 | 12            | Shari Leibbrandt-Demmon    | 7             | 6             | 1             | 61            | 26            |
| 2010 | 10            | Shari Leibbrandt-Demmon    | 9             | 0             | 9             | 38            | 72            |
| 2011 | Geen deelname | Geen deelname              | Geen deelname | Geen deelname | Geen deelname | Geen deelname | Geen deelname |
| 2012 | 21            | Marianne Neeleman          | 7             | 4             | 3             | 45            | 43            |
| 2013 | Geen deelname | Geen deelname              | Geen deelname | Geen deelname | Geen deelname | Geen deelname | Geen deelname |
| 2014 | 17            | Marianne Neeleman          | 16            | 9             | 7             | 111           | 94            |
| 2015 | 18            | Marianne Neeleman          | 9             | 2             | 7             | 40            | 62            |
| 2016 | 14            | Marianne Neeleman          | 12            | 6             | 6             | 70            | 83            |
| 2017 | 18            | Marianne Neeleman          | 9             | 3             | 6             | 53            | 60            |
| 2018 | Geen deelname | Geen deelname              | Geen deelname | Geen deelname | Geen deelname | Geen deelname | Geen deelname |
| 2019 | Geen deelname | Geen deelname              | Geen deelname | Geen deelname | Geen deelname | Geen deelname | Geen deelname |
| 2021 | Geen deelname | Geen deelname              | Geen deelname | Geen deelname | Geen deelname | Geen deelname | Geen deelname |
| 2022 | Geen deelname | Geen deelname              | Geen deelname | Geen deelname | Geen deelname | Geen deelname | Geen deelname |
| 2023 | 25            | Lisenka Bomas              | 9             | 4             | 5             | 60            | 51            |
| 2024 | 14            | Lisenka Bomas              | 22            | 16            | 6             | 169           | 84            |

Andorra · Australië · België · Brazilië · Bulgarije · Canada · China · Chinees Taipei · Denemarken · Duitsland · Engeland · Estland · Filipijnen · Finland · Frankrijk · Groot-Brittannië · Hongarije · Hongkong · Ierland · Italië · Jamaica · Japan · Kazachstan · Kenia · Kroatië · Letland · Litouwen · Luxemburg · Mexico · Nederland · Nieuw-Zeeland · Nigeria · Noorwegen · Oekraïne · Oostenrijk · Polen · Portugal · Qatar · Roemenië · Rusland · Schotland · Servië · Slovenië · Slowakije · Spanje · Thailand · Tsjechië · Tsjecho-Slowakije · Turkije · Verenigde Staten · Wales · Wit-Rusland · Zuid-Korea · Zweden · Zwitserland